# Orlovac Zdenački
Orlovac Zdenački is een plaats in de gemeente Grubišno Polje in de Kroatische provincie Bjelovar-Bilogora. De plaats telt 262 inwoners (2001).